# باغ نشاط (لار)
باغ نشاط مربوط به دوره افشار -قرن ۱۲ است و در قدیم لار، داخل شهر واقع شده و این اثر در تاریخ ۱۳ مرداد ۱۳۵۳ با شمارهٔ ثبت ۹۷۳ به‌عنوان یکی از آثار ملی ایران به ثبت رسیده است.